# Meksički rat za nezavisnost
Meksički rat za nezavisnost dogodio se nakon gotovo tri stoljeća Meksika pod španjolskom kolonijalnom vlašću, stanovnici su počeli zahtijevati neovisnost svoje nacije, zbog vjerskih i političkih razlika u odnosu na španjolsku krunu. U ranom 19. stoljeću taj osjećaj uzeo je maha među elitom u Mexico Cityju, a nakon nekoliko neuspjelih pokušaja, rat je proglašen ujutro 16. rujna 1810. Proglasio ga je svećenik buntovnik Miguel Hidalgo y Costilla u župi Dolores.
Sukob je trajao osam godina i bio je daleko od homogenoga pokreta. Počeo je gotovo kao vjerski rat pokrenut od svećenika. No nedugo nakon toga postao je republikanski rat. Borba za neovisnost bila je i u obliku gerilskoga rata u planinama na jugu. Vješti pukovnik Agustín de Iturbide predvodio je pobunjenike do pobjede i osvajanja Mexico Cityja. Kasnije je bio Agustín de Iturbide bio predsjednik pa car, a autor je i meksičke zastave. Neovisnost je relativno mirno proglašena 27. rujna 1821., iako se formalno priznanje u Španjolskoj dogodilo 28. travnja 1836. godine.
Bivša španjolska kolonija postala je ustavna monarhija pod imenom Katoličko meksičko carstvo, koja će nakon osamostaljenja pokrajina Srednje Amerike, kao i nekih unutarnjih sukoba postati savezna republika.